# Hüseyin Nazim Pascha
Hüseyin Nazim Pascha (turkiska: Hüseyin Nâzım Paşa), född 1848, död 1913, var en turkisk militär.
Hüseyin Nazım Pascha deltog som generalstabsofficer i rysk-turkiska kriget 1877–78, slöt sig senare till en ungturkiska rörelsen och dömdes 1900 av Abd ül-Hamid II till döden men benådades och förvisades till Mindre Asien. Vid revolutionen 1908 återfick Nazim sin grad som general av infanteriet och blev 1909 krigsminister. Han var 1910–1911 guvernör i Bagdad varefter han öppet bröt med ungturkarnas parti. Efter deras störtande 1912 blev Nazim ånyo krigsminister och därefter högste befälhavare över trupperna i Trakien. Han mördades av ungturkarna 1913.